# Grzegorz Łubczyk
Grzegorz Stanisław Łubczyk (Sulejów, 1946. február 17.–) lengyel újságíró, társadalmi aktivista és diplomata, 1997-től 2001-ig Lengyelország nagykövete volt Budapesten.

## Életpályája
A Varsói Egyetem lengyel és újságírás szakán végzett. Apósa a második világháború alatt Magyarországon talált menedékre. Łubczyk 1970-ben járt először Magyarországon: nászúton, később tudósítóként tért vissza. Hosszú időn keresztül a Standard Młodych (Fiatalok Zászlaja), a Życie Warszawy és a Rzeczpospolita című lapok magyarországi tudósítója volt. A lánya Budapesten járt általános iskolába, majd a Varsó Egyetem magyar szakán végzett.
1997 és 2001 között a Lengyel Köztársaság budapesti nagyköveteként szolgált. 2002-től a Segítség a Keleten Élő Lengyeleknek Alapítvány alelnöke. Az 1939 és 1944 között az id. Antall József menekültügyi kormánybiztossal együttműködő, később vértanúságot szenvedett embermentő, Henryk Sławik ("a lengyel Wallenberg") életének kutatója.

## Művei

### Könyvek
| Cím (lengyelül)                                         | Cím (magyarul)                                              | A megjelenés éve |
| ------------------------------------------------------- | ----------------------------------------------------------- | ---------------- |
| Węgierski czyściec                                      | Magyar purgatórium                                          | 1988             |
| Wieloglos węgierski                                     | Többszólamú Magyarország                                    | 1994             |
| Polski Wallenberg, Rzecz o Henryku Sławiku              | A lengyel Wallenberg                                        | 2003             |
| 13 lat, 13 minut                                        | 13 év, 13 perc''                                            | 2006             |
| Henryk Sławik: wielki zapomniany bohater Trzech Narodów | Három nemzet elfeledett hőse: Henryk Sławik                 | 2008             |
| Pamięć. Polscy uchodźcy na Węgrzech 1939-1946 I.        | Emlékezés – Lengyel menekültek Magyarországon 1939-1946 I.  | 2009             |
| Pamięć. Polscy uchodźcy na Węgrzech 1939-1946 II.       | Emlékezés – Lengyel menekültek Magyarországon 1939-1946 II. | 2012             |

A második kötet nem csupán az illusztrációs anyag miatt kivételes, de az írott szó miatt is. Nem arra a szövegre gondolunk, amely a mi tollunk alól került ki, hanem arra, amelyet a menekült szerzők hagytak ránk. Ezekre az egyedi, mert személyes különböző naplókban, visszaemlékezésekben vagy magánlevelezésekben található írásokra. A közölt részletek feltárják hőseink élményvilágát, érzéseit. Annak a menekült honfitársaink sok ezres tömegét képviselő maroknyi embernek az érzelmeit, akiket fájdalmasan próbára tett a sors, de akik, sok-sok magyar embernek hála, nem veszítették el sem a hitüket, sem a reményeiket, és nem a sors martalékául odavetett hajótörötteknek érezték magukat, hanem „bajba jutott testvéreknek”.

### Dokumentumfilm
- Magyar szív[9] (2013)

## Kötetei, magyarul
- Wieloglos wegierski. Zapiski z rozmów (1977–1993); Oficyna Pogranicze, Warszawa, 1994
- Többszólamú Magyarország. Interjú részletek 1977–1995; ford. Szenyán Erzsébet, Dominika Lubczyk; Universum–Lord, Szeged, 1995
- Menekült-rapszódia. Lengyelek Magyarországon, 1939–1945. Emlékiratok a bujdosás éveiből; lengyel eredeti szerk. Jan Stolarski, magyar kiadás szerk., Szenyán Erzsébet, bev., tan. Grzegorz Lubczyk, utószóval Kapronczay Károly, ford. Cséby Géza et al.; Széphalom Könyvműhely, Bp., 2000
- Polski Wallenberg. Rzecz o Henryku Slawiku; Rytm, Warszawa, 2003
- A lengyel Wallenberg. Henryk Slawik és idősebb Antall József története; ford. Józsa Péter, előszó Göncz Árpád; Széphalom Könyvműhely, Bp., 2004
- Krzysztof Ducki: Plakátok; szöveg Orosz István, Grzegorz Lubczyk; Dart Bt., Bp., 2006
- Gzegorz Lubczyk–Marek Maldis: 13 lat 13 minut / 13 év 13 perc; ford. Szenyán Erzsébet, Józsa Péter; Rytm, Warszawa, 2006
- Három nemzet elfeledett hőse: Henryk Slawik; ford. Szenyán Erzsébet; Széphalom Könyvműhely, Bp., 2009
- Krystyna Lubczyk–Grzegorz Lubczyk: Pamiec. Polscy uchodzcy na Wegrzech 1939–1946 / Emlékezés. Lengyel menekültek Magyarországon 1939–1946; ford. Józsa Péter, Szenyán Erzsébet; Rytm, Warszawa, 2009

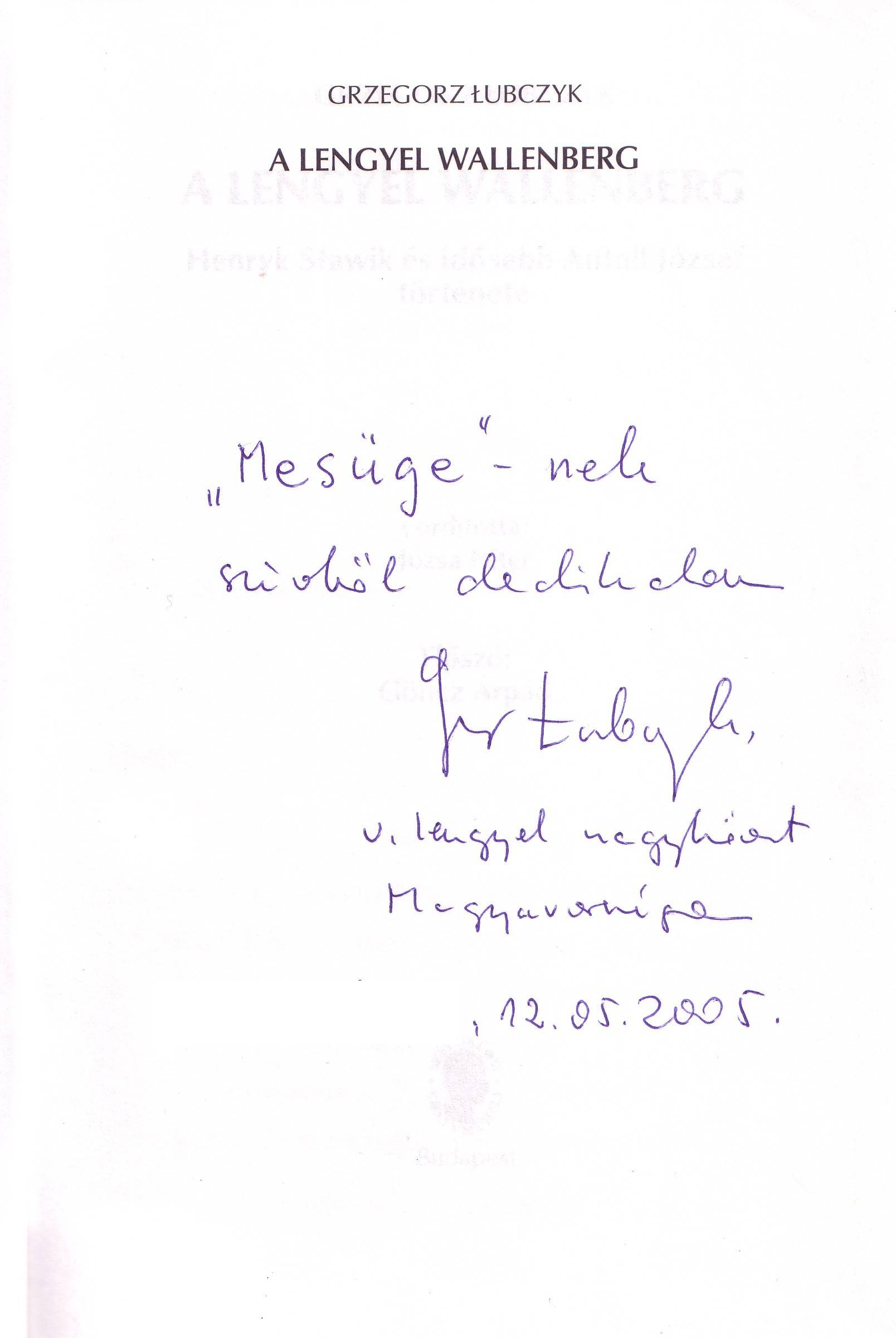
Dedikációja A lengyel Wallenberg című kötetben

- Krystyna Lubczyk–Grzegorz Lubczyk: Pamiec II. Polscy uchodzcy na Wegrzech 1939–1946 / Emlékezés II.
- Lengyel menekültek Magyarországon 1939–1946; ford. Szenyán Erzsébet, Dominika Lubczyk; Rytm–Széphalom Könyvműhely, Warszawa–Bp., 2012
- Krystyna Lubczyk–Grzegorz Lubczyk: Pamiec III. Polscy uchodzcy na Wegrzech 1939–1946 / Emlékezés III. Lengyel menekültek Magyarországon 1939–1946; ford. Józsa Péter, Dominika Lubczyk; Rytm–Széphalom Könyvműhely, Warszawa–Bp., 2015

## Magyar elismerések
- A Magyar Köztársasági Érdemrend középkeresztje a csillagokkal kitüntetés birtokosa
- Vámosmikola település tiszteletbeli polgára